# Baltasar Sans i Pàmies
Baltasar Sans i Pàmies (Barcelona, 30 de maig de 1882 - Montcada i Reixac, 19 de juliol de 1957) fou un pintor català.

## Biografia
Va néixer a la Ronda de Sant Pere de Barcelona, fill de Baltasar Sans i Garcia i d'Emília Pàmies i Subirà. Va cursar estudis a la Real Academia de Bellas Artes de San Fernando i de tornada a Barcelona va ser deixeble d'Enric Monserdà i Vidal i posteriorment de Modest Urgell. Durant el 1904 va ampliar els seus estudis a París i Roma, on va treballar junt a Marià Benlliure i altres artistes espanyols pensionats.
Al retornar a Barcelona es va establir a Montcada i Reixac, dedicant-se a la pintura d'objectes, bodegons i retrats, exposant a sales i galeries de Barcelona, com les conegudes Galerías Layetanas, punt de trobada d'artistes i intel·lectuals noucentistes.
En paral·lel, Sans va desenvolupar una passió per la fotografia, oferint-li explorar altres tècniques de pintura, prenent imatges fotogràfiques que posteriorment pintava en quadres a l'oli.
A principis dels anys quaranta, Sans va ser mestre de dibuix i pintura del pintor montcadenc Joan Capella.
Es va casar amb Montserrat Artès de Miguel.